# Veghel-West
Veghel-West is een wijk in de Noord-Brabantse plaats Veghel. In de wijk liggen onder andere de buurten Bloemenwijk, Hoogeinde, Oranjewijk en Oude Haven.

## Ligging
De naam Veghel-West is ontleend aan het feit dat het 't deel van de historische kern van Veghel omvat, dat ten westen van rivier de Aa is gelegen. Het gebied stond lange tijd te boek als Veghel ten westen van rivier de Aa dat de wederhelft was van Veghel ten oosten van rivier de Aa, thans Veghel-Centrum, waar rivier de Aa de natuurlijke grens tussen beide vormde.
De wijk Veghel-West wordt in het noorden en noordwesten begrensd door buurtschap en bedrijventerrein Dorshout en door de noordkade van industrieterrein de Oude Haven, in het oosten wordt het begrensd door rivier de Aa met daaraan Veghel-Centrum, in het zuiden vormt de voormalige rijksweg N265 de grens met daaraan de wijk Leest, en in het westen wordt de scheidingslijn gevormd door de N279 en Zuid-Willemsvaart met aan de overzijde bedrijventerrein De Dubbelen.